# Захаров, Юрий Михайлович
Ю́рий Миха́йлович Заха́ров (30 декабря 1940, Пласт, Челябинская область, РСФСР — 3 декабря 2016, Челябинск, Российская Федерация) — советский и российский физиолог и гематолог, академик РАМН (2000), академик РАН (2013). 

## Биография
В 1964 году окончил в Челябинский медицинский институт. В 1967 году защитил кандидатскую («О патогенезе экспериментальных нейрогенных анемий»), а в 1974 году — докторскую («Экспериментальные исследования авторегуляции эритрона») диссертации.
В дальнейшем находился в длительной заграничной командировке. Работал в Республике Гвинея, в Конакрийском политехническом институте в должности заведующего медицинским факультетом. Стипендиат ВОЗ (1981, 1986), работал во Франции и Великобритании.
В 1977 году он вернулся на родину, и уже в 1979 году занял пост заведующего кафедрой нормальной физиологии Челябинской медицинской академии. В 1990 году был назначен консультантом вновь созданного в Миассе АМС-МЗМО , занимающегося производством чистых помещений.
По поручению президиума РАМН в 1998 году организовал Южно-Уральский научный центр РАМН, был директором и заведующим ПНИЛ экспериментальной и экологической физиологии системы крови центра.
Автор более 200 научных статей, также при его участии были изданы 4 монографии, 7 учебников, 2 руководства. Под его руководством было подготовлено 11 докторов и 25 кандидатов медицинских наук.

## Научная деятельность
Открыл и экспериментально обосновал фундаментальные закономерности межклеточной короткоранговой регуляции эритропоэза, в том числе его особенности в эритробластических островках костного мозга при нормальном, компенсационном и угнетенном состояниях, разработал (совместно с М. Прена) технику культивирования эритробластических островков вне организма; исследовал механизмы адаптации систем крови и иммунитета человека к различным климатогеографическим зонам Земли (тропический климат, регионы России), что позволило сформулировать концепцию о взаимосвязи системы крови и географической среды обитания человека.
Рецензент «Большой Тюменской энциклопедии» (2004 год).

## Награды и звания
Награждён орденом «Знак Почёта», знаком отличия «За заслуги перед Челябинской областью», серебряной медалью РАЕН, Павловским серебряным Знаком Почета МАН (KSD), медалью имени академика П. Анохина. Является почетным доктором медицины Башкирского государственного медицинского университета. Академик Российской академии медицинских наук, академик Международной академии наук (г. Мюнхен), член Нью-Йоркской академии наук, академик Российской экологической академии, заведующий кафедрой нормальной физиологии Челябинской государственной медицинской академии, президент Уральского регионального отделения INТЕСО; председатель Челябинского отделения Всероссийского физиологического общества; член Президиума, председатель Научного совета медико-биологических проблем Южного Урала Челябинского научного центра Уральского отделения РАН; заслуженный деятель науки Российской Федерации (1999); награждён серебряной медалью им. академика Павлова. Лауреат Национальной премии «Призвание» (2008) в номинации «За создание нового метода диагностики» — за открытие законов развития красных клеток крови и создание диагностических тестов.